# Ishwardi
Ishwardi è un sottodistretto (upazila) del Bangladesh situato nel distretto di Pabna, divisione di Rajshahi. Si estende su una superficie di 246,90 km² e conta una popolazione di 236.825 abitanti (dato censimento 1991).